# Лондонская стена
Лондонская стена (англ. London Wall) ― оборонительная стена, впервые построенная римлянами вокруг стратегически важного портового города Лондиниум в 200 году нашей эры. Она берет свое начало как начальная стена насыпи и ров от с. 100 г. н.э. и первоначальный форт, теперь называемый фортом Крипплгейт в честь городских ворот, которые позже были расположены внутри его северной стены, построенной в 120-150 гг., где римские строители расширили его до общегородской обороны. 
Со временем, когда римское влияние ослабло из-за ухода римской армии в 410 году, стена пришла в упадок, поскольку политическая власть на острове рассеялась в период Гептархии (семи королевств) англосаксонской Англии. Со времен завоевания Вильгельма Завоевателя были проведены последовательные средневековые реставрации. Эта стена в значительной степени определяла границы Лондонского сити вплоть до позднего средневековья, когда рост населения и развитие городов вокруг города размыли периметр.
Такие события, как Война Алой и Белой розы, также сыграли свою роль в развитии стены. Это можно увидеть на фрагментах стены в характерных кирпичах, использованных для увеличения ее высоты с помощью кирпичей с рисунком узорчатой ткани, характерных для периода Тюдоров, и добавленных зубчатых стен. На протяжении всего своего существования стена служила множеству целей, таких как укрепление и контроль за населением. Она также служила церемониальной границей для города.
Начиная с XVIII века, расширение Лондонского сити привело к тому, что большая часть стены была снесена, включая городские ворота, для улучшения транспортного потока или включена в новые или существующие здания. Со временем части стены были утрачены в результате этого развития, хотя археологические и природоохранные работы, начиная со Второй мировой войны, помогли сохранить участки городской стены в качестве запланированных памятников.
Как и большинство других городских стен по всей Англии и в отличие от редких примеров, таких как Йоркские городские стены, Лондонская стена в значительной степени больше не существует, большинство ее фундаментов и сохранившихся сооружений было либо погребено под землей, либо снято. Их существование, однако, все еще можно увидеть по ряду обнаруженных и сохранившихся сооружений, записей и в рамках современной городской архитектуры, такой как Лондонская уолл-роуд, которая повторяет периметр северной части Лондонской стены.